# Metopobactrus orbelicus
Metopobactrus orbelicus är en spindelart som beskrevs av Christo Deltshev 1985. Metopobactrus orbelicus ingår i släktet Metopobactrus och familjen täckvävarspindlar.
Artens utbredningsområde är Bulgarien. Inga underarter finns listade i Catalogue of Life.